# C/1984 A1 Bradfield
C/1984 A1 (Bradfield) o Bradfield 1 è la dodicesima delle diciotto comete scoperte dall'astrofilo neozelandese William Ashley Bradfield: la cometa è periodica, la lettera iniziale C, lettera identificativa delle comete non periodiche, deriva solo dal fatto che non ne è ancora stato osservato un secondo ritorno.